# Песни за българи
„Песни за българи“ е двадесет и третият албум на Слави Трифонов и Ку-ку бенд. Издаден е на 3 март 2018 г. Съдържа обработки на революционни песни и техни инструментали. Албумът е създаден специално за 140-та годишнина от освобождението на България. Разпространен е за всички български училища и читалища.

## Песни в албума
1. Боят настана
2. Жив е той, жив е
3. Топчето пукна
4. Кога зашумят шумите
5. Къде си вярна, ти, любов народна
6. Вятър ечи, Балкан стене
7. Хубава си, моя горо
8. Идем, идем, сган проклета
9. Де е България
10. Петко льо, капитанине
11. Еничари ходят, мамо
12. Изгрей зора на свободата
13. Шуми Марица
14. Българе глава вдигнали
15. Откога се е, мила моя майно льо
16. Велик е нашият войник
17. Татковина
18. Ясен месец веч изгрява
19. Кой уши байряка
20. Мила Родино
21. Моя страна, моя България[1]